# Fiat 500 ID
La edición especial y limitada Fiat 500 ID fue presentada en febrero de 2012. Solo 500 unidades con carrocería tipo berlina fueron comercializadas en exclusiva en Alemania. Toma como base la carrocería europea del Fiat 500 en su versión Pop.

## Características

### Exterior
Exteriormente la carrocería se diferencia por dos tipos de llantas multiradio, acabados en cromo y tres posibilidades bicolor: gris oscuro en la zona inferior en combinación con gris claro en la superior y azul claro o rojo metalizado en la zona inferior en combinación con blanco en la superior.

### Interior
En el interior, de color blanco perla en combinación con el color dominante de la carrocería, el volante está forrado en piel y los asientos están tapizados en dos tonos.

### Equipamiento
El equipamiento de toda la serie se compone de Blue&Me, aire acondicionado y navegador portátil Blue&Me TomTom. Adicionalmente es posible descargar 50 temas musicales a libre elección y cada propietario puede ser identificado por un código en forma de avatar que, si así se desea, puede ir ubicado en ambos laterales del modelo.

### Motorización
Todas las unidades de la edición se encuentran asociadas al motor 1.2 FIRE de 69 CV.